# Vloerkleed

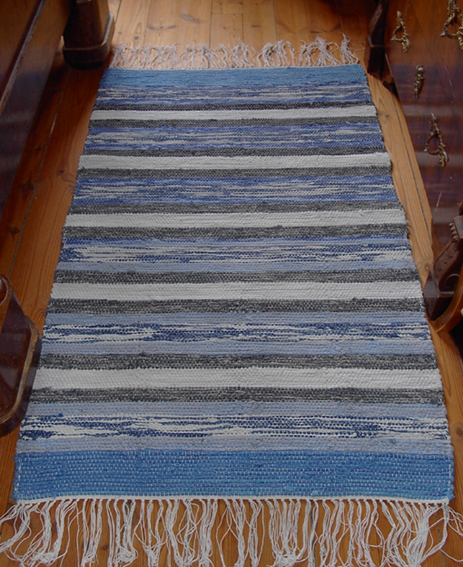
Vloerkleed

Een vloerkleed is een stuk textiel dat een gedeelte van de vloer in bijvoorbeeld een woonkamer of slaapkamer bedekt. Wordt de gehele vloer bedekt dan spreekt men van tapijt of vaste vloerbedekking. Een tapijt kan ook verwijzen naar een los vloerkleed van dezelfde samenstelling als tapijt, en vaak geknoopt of geweven in een patroon of voorstelling. Tapijten worden ook wel opgehangen, dan spreekt men van een wandtapijt of een wandkleed. Een lang, smal vloerkleed bijvoorbeeld op een trap noemt men een traploper.
Vloerkleden zijn oorspronkelijk afkomstig uit Azië en werden door reizigers en kolonisten mee naar huis genomen.